# Andre Melendez
Andre Melendez  (1 de mayo de 1971 - 17 de marzo de 1996) fue un miembro del Club Kids en la ciudad de Nueva York. Fue asesinado por Michael Alig y Robert "Freeze" Riggs el 17 de marzo de 1996. Su vida y muerte han inspirado obras en varios medios, incluidos libros, películas, música y televisión.   

## Vida
Meléndez y su familia llegaron a Nueva York desde Colombia cuando Meléndez tenía ocho años. El joven supuestamente se convirtió en traficante de drogas a principios de la década de 1990 después de conocer a Peter Gatien, propietario del The Limelight y varios otros clubes nocturnos destacados de la ciudad de Nueva York, y se convirtió en un camello habitual en los clubes de Gatien. Se le veía frecuentemente en los clubes y discotecas de Manhattan luciendo un arnés en los hombros con sus características alas angelicales.

## Muerte
El domingo 17 de marzo de 1996, Meléndez visitó al promotor de eventos en clubes nocturnos Michael Alig y Robert D. "Freeze" Riggs   para pedirles un dinero que supuestamente se le debía. Según diversas declaraciones, el enfrentamiento se tornó violento y Meléndez superó a Alig, quien gritó pidiendo ayuda. Riggs entonces golpeó a Meléndez en la cabeza con un martillo, tres veces (hasta que Meléndez "cayó"), dejándolo inconsciente y tras lo cual Alig lo asfixió (ya sea con una almohada o una sudadera, dependiendo de la fuente), y vertió un "limpiador o químico" en su boca, que luego tapó con cinta adhesiva. 
Alig y Riggs desnudaron el cuerpo de Meléndez y lo colocaron en la bañera, donde permaneció entre cinco y siete días mientras ellos seguían con su rutina cotidiana. Según Riggs, luego compró "dos cuchillos de chef y un cuchillo de carnicero" en Macy's, con los que, según dijo, Alig cortó las piernas de Meléndez. Luego ambos envolvieron las piernas en bolsas de basura, las colocaron en bolsas de lona individuales y las arrojaron al río Hudson. 
Al día siguiente, Alig y Riggs envolvieron la parte superior del cuerpo en una sábana y una bolsa de basura grande de plástico, lo colocaron en una caja de cartón de la que Riggs había quitado el código UPC y juntos bajaron la pesada caja en el ascensor y atravesaron con ella el vestíbulo principal. Luego lo colocaron en el maletero de un taxi "que estaba justo en la puerta". Riggs confesó: "Llevamos el cuerpo a la autopista Westside cerca de la calle 25. El taxi se alejó y tiramos la caja al río". 
Sin embargo, Alig dio algunos detalles contradictorios. Por ejemplo, afirmó que utilizó el Drano líquido desatascador de tuberías (y bicarbonato de sodio) para combatir el creciente olor de la descomposición después de que el cuerpo permaneciera en la bañera durante varios días.  Al principio, Alig afirmó que el asesinato fue en defensa propia y bajo los efectos de las drogas, pero luego admitió haber cometido homicidio.
En el documental Glory Daze (2015),  la policía relata el descubrimiento por parte de un grupo de niños en la playa de Miller Field, Staten Island, de una caja que contenía los restos de Meléndez, a finales de marzo de 1996 (American Justice informa que la caja fue encontrada en abril de 1996 ). Una tormenta tropical había ayudado a impulsar la caja flotante debido a su revestimiento de corcho  hacia Staten Island.   
Los principales medios de comunicación comenzaron a cubrir la desaparición de Meléndez cuando el hermano y el padre de la víctima recurrieron a la prensa en busca de ayuda y creció el interés en los rumores (perpetrados por el propio Alig y publicados por primera vez a personas ajenas al asunto por Michael Musto como un artículo oculto en su columna del The Village Voice) de que Alig y Riggs habían asesinado a Meléndez. James St. James contó cómo el hermano de Meléndez estaba desconcertado por lo que él consideraba una indiferencia cruel por parte de la policía (que no se esforzaban por un joven homosexual traficante sin dirección fija) y de los personajes mediáticos a quienes Meléndez había considerado amigos (que a su espalda lo despreciaban por su origen humilde y tacañería).  El descubrimiento casual, el viernes 8 de septiembre de 1996, de un cuerpo parcialmente desmembrado, sacado del río Harlem en un muelle cerca de la calle 134  por una mujer sin hogar, impulsó a la policía a comenzar a investigar el caso en serio. Un oficial de policía de Staten Island, que captó la cobertura mediática de Meléndez, inició una investigación sobre el "John Doe" encontrado en Miller Field.  El Departamento de Policía de Staten Island utilizó registros dentales para identificar a Meléndez (cuyo cuerpo el forense había identificado erróneamente como el de un hombre asiático); el 2 de noviembre de 1996, el cadáver mutilado fue identificado positivamente como Meléndez, y se confirmaron los detalles de los rumores sobre cómo fue asesinado.
Ante el creciente escrutinio policial, Alig huyó a Toms River, Nueva Jersey, donde se mudó a una habitación de motel con su novio, un traficante de drogas llamado Brian. El 5 de diciembre de 1996, la policía arrestó a Alig en el motel y horas después, a Riggs en Manhattan. Alig insistió ante la policía que él y Riggs habían matado a Meléndez en defensa propia y se deshicieron del cuerpo en pánico.  (Esta historia contrasta marcadamente con el relato que Alig le había dado al hermano de la víctima, John ("Johnny") Meléndez, en una conversación de agosto de 1996 grabada en secreto por la oficina del fiscal de distrito, implicando a "Meléndez y al zar del club Gatien en una aventura de tráfico de drogas en los locales nocturnos de Gatien", y acusando "de que Riggs mató a Meléndez por Gatien porque 'Peter está en problemas ahora mismo por las drogas' y 'Angel lo sabía todo y estaba amenazando con ir a... su amigo del Village Voice y contarle todo esto". ) Los fiscales dudaban en acusar a Alig de asesinato en primer grado, ya que todavía esperaban que testificara contra su antiguo jefe, Gatien, que había sido arrestado por permitir la venta de drogas en sus clubes nocturnos. Finalmente, ofrecieron a Alig y Riggs un acuerdo de culpabilidad: una sentencia de 10 a 20 años si aceptaban el cargo menor de homicidio. El 1 de octubre de 1997, ambos se declararon culpables y fueron condenados a penas de entre 10 y 20 años.  (American Justice informa que se declararon culpables y fueron sentenciados el 10 de septiembre de 1997. ) Debido a sus condenas, Alig y Riggs no fueron utilizados como testigos de cargo en el juicio de Gatien. 

### Condenas, prisión y secuelas
El 1 de octubre de 1997, Alig y Riggs fueron sentenciados a entre 10 y 20 años de prisión por el asesinato de Meléndez, después de que cada uno se declarara culpable de un cargo de homicidio. Riggs fue puesto en libertad condicional en 2010, Alig el 5 de mayo de 2014.
El 24 de diciembre de 2020, Alig murió por una sobredosis a los 54 años.

## En la cultura popular
Libro
- El libro de James St. James, Disco Bloodbath: A Fabulous but True Tale of Murder in Clubland (1999), [3] trata sobre el asesinato de Meléndez. Se reimprimió con el título Party Monster después del estreno de la película homónima de 2003. [12]

Películas
- Hay dos películas basadas en el asesinato de Melendez y los acontecimientos subsiguientes:
  - El documental Party Monster: The Shockumentary (1998), basado en los acontecimientos que condujeron y rodearon el asesinato de Melendez.[4]
  - El largometraje posterior Party Monster (2003), protagonizado por Wilson Cruz como Melendez.
- El documental Glory Daze (2015)[6] repasa la creación, ascenso y dispersión del fenómeno Club Kids tras el asesinato de Melendez.[6][9][10][11]

Música
- La amiga de Meléndez, Screamin' Rachael, escribió la canción "Give Me My Freedom/Murder in Clubland". La letra de un bucle inverso en la canción incluye líneas como "Michael, ¿dónde está Angel?" y "¿Alguien acaba de gritar que viene el lobo, o está muerto?" [5]
- Un álbum conceptual de 12 pistas "a terrible beauty featuring Michael Alig" - www.satorigroup.uk - fue producido en 2000 por el grupo satori con base en el Reino Unido. La quinta pista se titula "BROTHER" y presenta, junto con la música, el audio del documental "Party Monster", en el que aparece Johnny, el hermano de Andre, y su búsqueda infructuosa, haciendo volantes de persona desaparecida y hablando con la policía, así como con Michael Alig.

Televisión
El caso del asesinato de Meléndez también ha aparecido en varias series de televisión de crímenes reales, entre ellas:
- American Justice: "Dancing, Drugs and Murder" (2000) en A&E. [7]
- Deadly Devotion : "Becoming Angel" (16 de julio de 2013) en Investigation Discovery.
- Notorious: "Dancing, Drugs and Murder" (27 de diciembre de 2005; temporada 2, episodio 76), en The Biography Channel. [18]
- Los años 90: La década más mortal : “Death  of an Angel” (Temporada 1, Episodio 3) (Emisión original: 19 de noviembre de 2018) en Investigation Discovery.